# 林洋右
林 洋右（はやし ようすけ、1936年 - 2013年）は、ラジオ日本の元アナウンサー。

## 来歴
1955年、静岡県立静岡高等学校卒業。1960年にラジオ関東（現・ラジオ日本）入社後、スポーツアナウンサーとして『ラジオ日本ジャイアンツナイター』や『ラジオ日本 土曜・日曜競馬実況中継』などスポーツ実況を中心に活躍した。また、局アナ時代はこの他に、『オールナイトパートナー』（1960年〜1977年）という深夜番組の木曜日を担当している。
特に、競馬中継ではラジオ日本における競馬実況の草分け的存在である窪田康夫の後を受け、井口保子や樋口忠正と共に競馬実況の看板アナウンサーとして活躍。また、武田肇・仙田和吉・加藤裕介・細渕武揚などの後輩競馬実況アナウンサーを育成し、ラジオ日本の競馬中継を長年にわたり支えていた。

## エピソード
後輩の加藤裕介によると、林は競馬実況を担当するレースにおいて、出走各馬が本馬場入場した際、一目見ただけで出走馬を全て憶えてしまうという驚異的な記憶力を持ち、レースでは最後の直線で勝馬を瞬時に判断。ハナ差の際どい勝負においても、勝馬を言い切る正確さを持っていたという。

## 定年退職後
ラジオ日本を定年退職した後も『ラジオ日本 土曜・日曜競馬実況中継』で実況や司会を担当していたが、2001年以降は司会での出演が中心で、レース実況も大レースや短距離戦ではなく中・長距離の一般レースや準メインレースを担当。重賞競走でも2000年の第45回有馬記念（優勝：テイエムオペラオー）を最後にGIの実況は担当しておらず、2001年以降はGII・GIIIを担当。2003年3月を境に競馬中継自体からも退いていた。
2013年5月25日、ラジオ日本競馬ブログ『うまログ!』記事で、ラジオ日本の後輩アナウンサーである加藤裕介が、林の家族から彼が死去した旨の手紙が届いたという記事を投稿した。

## 主な実況歴
GIレース
- フェブラリーステークス（1999年）
- 皐月賞（2000年）
- 天皇賞 (春)（1972年、1977年）
- 優駿牝馬（1974年）
- 東京優駿（1975年、1979年、1983年、1990年、1994年）
- 菊花賞（1973年）
- 天皇賞 (秋)（1974年、1977年）
- ジャパンカップ（1984年、1990年）
- 有馬記念（1975年、1980年、1984年、1988年、1990年、1991年、1993年、1995年、2000年）

その他
- 東京4歳ステークス（1975年）
- NHK杯（1975年）
- カブトヤマ記念（1972年）